# Castelo Salménico
Salménico (português europeu) ou Salmênico (português brasileiro) (em grego: Κάστρο του Σαλμενίκου), também designado Orgia ou Oria (em grego: Κάστρο Οργιάς/Ωριάς; romaniz.: Kástro Orgiás/Oriás), foi um castelo perto da montanha de Panacaico, no atual município de Edialeia, Acaia, Grécia.

## História
O castelo foi construído pelos barões locais do Estado vassalo do Império Latino, o Principado da Acaia, entre 1280 e 1310. Ao longo dos anos, foi-se desenvolvendo uma grande cidade em torno do castelo. O local era favorável, no alto de uma colina atrás da qual o rio Finicas outrora circulava. Graças à sua posição geográfica, protegida por íngremes penhascos, não foi necessária a construção de fortificações ali.
Em 1460, o sultão otomano Maomé II, o Conquistador invadiu o Peloponeso e os castelos bizantinos do Despotado da Moreia submeteram-se, um após o outro, ao ataque sem oferecerem grande resistência. O Castelo Salménico, sob comando de Graitzas Paleólogo, foi o último reduto a resistir. O forte conservou-se por cerca de um ano, pois as armas empregues no cerco otomano foram incapazes de abalroar as muralhas. Só quando os janízaros conseguiram encontrar e suster a linha de abastecimento de água do forte é que a cidade foi forçada a render-se. Os habitantes da fortaleza - cerca de 6 000 segundo o historiador Stefanos Thomopoulos - foram escravizados enquanto que aproximadamente 900 crianças foram seleccionadas para a prática otomana do devşirme, ou seja, foram selecionadas para serem convertidas ao islão e preparadas para servir ao Império Otomano em posições de liderança.
Entretanto, Graitzas e uma série de defensores ainda defendiam a cidadela e só aceitavam se entregar caso lhes fosse concedida livre passagem. Maomé aceitou e partiu para Égio, deixando um tal de Hamuzas como governador do Peloponeso e da Tessália e responsável por supervisionar a rendição de Graitzas. Porém, Hamuzas ignorou o acordo e aprisionou os primeiros que tentaram sair da fortaleza. Informado sobre o caso, Maomé II substituiu-o por Zaganos Paxá e deixou a região do Peloponeso. Zaganos reiniciou o cerco ao castelo. Graitzas tentou um ataque surpresa e conseguiu fugir, encontrando refúgio na fortaleza veneziana de Lepanto. A queda de Salménico sinalizou a completa submissão do Peloponeso (com excepção das herdades venezianas de Náuplia, Modon e Coroni) sob os otomanos.
Hoje o castelo e a acrópole encontram-se em ruínas, visíveis ainda no sítio. Uma ponte medieval apresenta-se intacta, enquanto a "pedra Oria" (Βράχος της Ωριάς), onde, segundo a lenda local, uma princesa foi morta por um traidor durante o cerco otomano, se encontra nas proximidades.